# 歌謡フラッシュ
歌謡フラッシュ（かようフラッシュ）は1993年7月～1996年頃に放送された音楽番組。関西放送制作が制作する番組で、番組収録は関東（東京）のスタジオ、キー局は関西のラジオ局（ラジオ関西）だった。

## 概要
- 前番組のらじとぴあワールドのDJの長谷川諭が初期のメインで務め、番組タイトルの通り歌謡曲をメインの曲（制作会社の関係からか主に演歌）を紹介した。
- 前番組と同様放送時間は月曜～金曜の深夜（22時頃～26時頃）で、放送時間は10分間だった。

## DJ
- 長谷川諭（前期）
- 北原由紀（後期）

他

## 放送オンエア局
JRN・NRNの系列の一部で放送されていた。ただし放送時間は各局異なっていた。
- ラジオ関西（制作局）
- 北海道放送
- 秋田放送
- 岩手放送
- 栃木放送
- 新潟放送
- 山梨放送
- 北陸放送
- 福井放送
- 岐阜放送
- 和歌山放送
- 山口放送
- 長崎放送
- 熊本放送
- 大分放送
- 琉球放送

| ラジオ関西制作・JRN・NRN系列 月～金26時枠 | ラジオ関西制作・JRN・NRN系列 月～金26時枠 | ラジオ関西制作・JRN・NRN系列 月～金26時枠 |
| 前番組                                    | 番組名                                    | 次番組                                    |
| ----------------------------------------- | ----------------------------------------- | ----------------------------------------- |
| らじとぴあワールド （20分枠）             | 歌謡フラッシュ                            | のってる歌謡曲                            |